# Puelén megye
Puelén egy megye Argentína középső részén, La Pampa tartományban. Székhelye 25 de Mayo.

## Népesség
A megye népessége a közelmúltban a következőképpen változott:
| Év   | Lakosság |
| ---- | -------- |
| 2001 | 7623     |
| 2010 | 9468     |